# Ortònix australià
L'ortònix australià (Orthonyx temminckii) és una espècie d'ocell de la família dels ortoníquids (Orthonychidae).

## Hàbitat i distribució
Viu al terra del bosc humid, a les terres baixes i turons d'Austràlia, al sud-est de Queensland i est de Nova Gal·les del Sud.